# 沙万蒂纳
沙万蒂纳是巴西圣卡塔琳娜州的一个市镇。总面积215.069平方公里，总人口4218人，人口密度19.6人/平方公里。